# Angels with Dirty Faces (album de Tricky)
Pour les articles homonymes, voir Angels with Dirty Faces.
Albums de Tricky
Pre-Millennium Tension
(1996) Juxtapose
(1999)
Angels with Dirty Faces est le quatrième album du rappeur / producteur de Bristol (Angleterre) Tricky, sorti en 1998.
Broken Homes met en vedette l'auteur-interprète anglais PJ Harvey. Carriage for Two met en vedette le guitariste d'Anthrax Scott Ian.

## Liste des titres
1. Money Greedy
2. Mellow
3. Singin' the Blues
4. Broken Homes
5. 6 Minutes
6. Analyze Me
7. The Moment I Feared
8. Talk to Me (Angels with Dirty Faces)
9. Carriage for Two
10. Demise
11. Tear out My Eyes
12. Record Companies
13. Peyote Sings (titre bonus)
14. Taxi (titre bonus)